# Peder Saxesen
Peder Saxesen (død 10. juli 1228) var ærkebiskop i Lund Domkirke fra 1223-1228.
Peder Saxesen var domprovst i Lund, da han i 1223 valgtes til ærkebiskop efter Anders Sunesen, der på grund af en uhelbredelig sygdom havde trukket sig tilbage. Valget var dog ikke gået lovformeligt til, så paven erklærede det først ugyldigt, men beskikkede dog samtidig Peder Saxesen til ærkebiskop.
Dette skete 11. januar 1224.
Peder Saxesen deltog ikke i de møder, som afholdtes i dette og det følgende år med grev Henrik af Schwerin angående kong Valdemar Sejr og hans søns løsladelse, men han har uden tvivl på anden måde virket for sagen. Beretninger paven fik under Kong Valdemars fangenskab fik fra Danmark, tydede på det, og i alt fald én menes skrevet af ærkebispen. Peder Saxesen døde 10. juli 1228.
| Foregående: Anders Sunesen | Biskop i Lund 1223-1228 | Efterfølgende: Uffe Thrugotsen |

## Eksterne kilder og henvisninger
- Dansk biografisk leksikon på Projekt Runeberg